# Shahrestān di Khor e Byabanak
Lo shahrestān di Khor e Byabanak (farsi شهرستان خور و بیابانک) è uno dei 24 shahrestān della provincia di Esfahan, in Iran. Il capoluogo è Khur. Era precedentemente una circoscrizione dello shahrestān di Nayin.